# 宮原芽映
宮原 芽映（みやはら めばえ、1959年9月15日 - ）は、福岡県出身のシンガーソングライター、作詞家、エッセイスト。かつてはヴァーゴ・ミュージックに所属していた。

## 経歴
1977年、高校在学中にバンドタイニー・パンプスを結成し音楽活動を開始。シングル「じゃじゃ馬ならし」「ファンキーガール」を徳間音楽工業からリリース。
1981年に「土曜日の夜だというのに」でソロデビュー後、作詞家として活動。舘ひろし、レベッカ、ZABADAK、土屋昌巳、ジャッキー・チェン、小椋佳、平松八千代、藤田恵美、藤井尚之、中島卓偉など数多くのアーティストに歌詞を提供してきた。また茅野遊というペンネームで、桜田淳子、梅沢富美男、青江三奈、奥村チヨ、弘田三枝子、フランク永井、渡辺はま子ほかにも歌詞を提供している。
1990年代からは得意のイラストを生かし、詩画集を出版。雑誌の連載コラムを担当していたこともある。
渋谷や横浜などでライブを行い、また、毎年3月にはイラスト個展『観覧車の旅』を開催してきた。
2010年、ギタリストの丹波博幸、窪田晴男と共に、フォークコーラストリオshiroを結成。2014年に4曲入りのCD『shiro』をリリース。現在もライブ活動中である。

## ディスコグラフィ

### シングル
|                      | 発売日               | タイトル               | カップリング         | 規格                 | 規格品番             |
| ワーナー・パイオニア | ワーナー・パイオニア | ワーナー・パイオニア   | ワーナー・パイオニア | ワーナー・パイオニア | ワーナー・パイオニア |
| -------------------- | -------------------- | ---------------------- | -------------------- | -------------------- | -------------------- |
| 1st                  | 1981年4月25日        | 土曜日の夜だというのに | V・T・R              | EP                   | L-1505W              |
| 2nd                  | 1981年7月25日        | 10 YEARS               | 黄昏メトロ           | EP                   | L-1536W              |
| ポリドール           |                      |                        |                      |                      |                      |
| 3rd                  | 1987年7月25日        | 極楽蝶々               | 瞳の中の夜間飛行     | EP                   | 7DX-1510             |
| ビクター音楽産業     |                      |                        |                      |                      |                      |
| 4th                  | 1991年4月21日        | アンダルシア           | スプーンみたい       | 8cmCD                | VIDL-57              |
| 5th                  | 1992年9月23日        | おはよう今朝も愛してる | ドアは開けとく       | 8cmCD                | VIDL-10274           |

### アルバム

#### 企画アルバム
|                          | 発売日                   | タイトル                 | 規格                     | 規格品番                 |
| ユニバーサルミュージック | ユニバーサルミュージック | ユニバーサルミュージック | ユニバーサルミュージック | ユニバーサルミュージック |
| ------------------------ | ------------------------ | ------------------------ | ------------------------ | ------------------------ |
| 1st                      | 2013年12月11日           | Port・fo・lio+MariPosa   | CD                       | UPCY-6792/3              |

### タイアップ一覧
| 楽曲                   | タイアップ                         | 収録作品                           |
| ---------------------- | ---------------------------------- | ---------------------------------- |
| おはよう今朝も愛してる | マックスファクターCMソング         | シングル「おはよう今朝も愛してる」 |
| ドアは開けとく         | 明治乳業「ファクトプラス」CMソング | シングル「おはよう今朝も愛してる」 |

## 主な作詞作品
- 石川ひとみ
  - 「置き忘れたメモリー」
- 石嶺聡子
  - 「遠くてもそばにいる」
- 上田まり
  - 「もうあなたの車には乗らない」
- 宇沙美ゆかり
  - 「夢色のセーラー」
- 梅沢富美男
  - 「色が舞う」
- 大西結花
  - 「アラベスク・ロマネスク」
- 小椋佳
  - 「うなぎのじゅもん」　※小椋佳と共作
- 河田純子
  - 「HAPPY AND CRIME」
- 城南海
  - 「ONE」
- 小林泉美
  - 「ラメ色ドリーム」
- コンチネンタル・ブレックファスト
  - 「小さな世界」
- 酒井美紀
  - 「涙よりもっと孤独」
- 酒井法子
  - 「miracle」
- 桜田淳子
  - 「眉月夜」
- the Soul
  - 「誰も知らない歌」
- ZABADAK
  - 「サンタ サングレ」
  - 「14の音」
- CINDY
  - 「Chance on Love」　※『うる星やつら』オープニングテーマ
  - 「Open Invitation」　※『うる星やつら』エンディングテーマ
- SOY
  - 「ひなぎく」
- ソニア・ローザ
  - 「フェアリー・ナイト」　※『ルパン三世 PARTIII』エンディングテーマ
- 舘ひろし
  - 「泣かないで」　※今野雄二と共作
- 中村裕介
  - 「セクシー・アドベンチャー」　※『ルパン三世 PARTIII』オープニングテーマ
- 中山美穂
  - 「センチメンタル通信」
- 弘田三枝子
  - 「愛のNOKORIGA」
- 藤田恵美
  - 「今がよければ」　※映画『ねこのひげ』主題歌
- フランク永井
  - 「マホガニーのカウンター」
- 三田寛子
  - 「20才の前で」
- Luxis
  - 「たちどまればいいさ」
- Little Baby
  - 「短いKissの長いストーリー」
- レベッカ
  - 「ヴァージニティー」
  - 「Nothing To Lose」
  - 「Never Too Late」
  - 「ラブ・パッション」　※NOKKOと共作
  - 「Hot Spice」
  - 「NEVER TOLD YOU BUT I LOVE YOU」
- 山本純ノ介作曲 混声合唱組曲「りこるど」（「君だけの物語」「想い-Ricord-」「歌は君」）
- 「音楽劇 若草物語 -Little Womenを愛する四人姉妹の夢想-」（台本演出：福田善之、作曲：越部信義、振付：土居甫）
- 俳優座劇場プロデュース公演「音楽劇 わが町」（演出：西川信廣、作曲：上田亨、主演：土居裕子、原康義、粟野史浩）
- 俳優座劇場プロデュース公演「音楽劇 人形の家」（演出：西川信廣、作曲：上田亨、主演：土居裕子、大場泰正、畠中洋、古坂るみ子 ）
- 劇団文化座公演「音楽劇 ハンナのかばん」（演出：西川信廣、作曲：上田亨 ）

## 著書
- 近頃また あなたに恋してるって気づいた（1991年・河出書房新社）
- 熱のある真夜中のリンゴジュース（1992年・河出書房新社）
- 真昼の言葉で話そう（1993年・大和書房）
- ワリカンにしよう（1993年・河出書房新社）
- どうしようもなく恋に出会ってしまう瞬間（1994年・大和出版）
- 海の見える観覧車（1996年・河出書房新社）

## ラジオ番組
- 宮原芽映のおかえり（MBS）
  - 1992年 - 1993年
- 幻想美術館
- シーズン・ブリーズ
- ザ・スクリーン・ミュージック
  - いずれもかしわプロダクション制作